# Őszapó (madárnem)
Az őszapó (Aegithalos) a verébalakúak (Passeriformes) rendjében az őszapófélék (Aegithalidae) családjának névadó neme ez egyes szerzők szerint 5–20 fajjal, számos alfajjal.

## Származása, elterjedése
Egyes fajai Európában, Ázsiában, Amerika északi vagy középső részén élnek. A Nyugat-Palearktiszban, így hazánkban is mindössze egy faja, az éppen ezért többnyire csak közönségesen őszapónak (Aegithalus caudatus) nevezett faj költ (Magyarországon védett!), de ezek az adatok még vizsgálatra várnak.

## Megjelenése, felépítése
Törzse rövid és zömök, meglehetősen apró. Mindössze 14 cm hosszú. Igen rövid, kúpos csőre elöl kihegyesedik. Lába gyenge. Hosszú, erősen lépcsőzetes farka enyhén villás. Középhosszú szárnyában az első evezőtoll majdnem feleakkora, mint a második; a negyedik, ötödik és hatodik a leghosszabb. Az ivarok színezete hasonló, a fiataloké némileg eltér a felnőttekétől. Némelyiknek a fején fekete sáv húzódik, de van teljesen fehér is, ez teljesen független a nemtől. Előfordulhat, hogy hosszú faroktolluk el van görbülve, de ez csak a tojóknál látható. Ennek oka az odúban tartózkodás, hiszen a hosszú farktoll nem fér el, így egy kissé meghajlik.

## Életmódja
Áttelelő madár, egész évben itt marad. A fenyveseket, bozótos ligeteket kedveli, télen gyakran meg lehet figyelni a madáretetőkön. Ilyenkor cinegecsoportokhoz csatlakozik. Etetőről etetőre jár, így vészeli át a telet. Eredendő tápláléka rovarok, lepkék, hernyók, férgek, de télen megelégszik az olajos magvakkal, bogyókkal. Csoportokban figyelhetjük meg őket, több őszapócsalád csatlakozik egymáshoz. Jellegzetes "szrrí" hangjukkal szólongatnak egymásnak, közben ugrálgatnak ágról ágra, a levelekről, rügyekről szedik le a hernyókat. Igen kíváncsi természetű madarak, ha az ember elég türelmes, és kitartó, maga köré tud csalogatni néhányat, ha a jellegzetes šzrííˇ hangot hallatja.
Sűrű erdőkben, eldugott helyen, dús növényzetű területeken fészkel. Évente egyszer költ. Bokrokban építi meg gömb alakú fészkét, melyet gondosan megcsinál. Pókfonálból, hernyók fonadékából készíti el otthonát, melyeket zuzmókkal, mohákkal rögzít. A bejárat egy apró nyílás, melyet levelekkel eltakar, így az a lehető legjobban beleolvad környezetébe. Ha a fészek elkészül, a tojó lerakja 9-11 tojását, melyeken 12-13 napig kotlik. A pár mindkét tagja gondoskodik a fiókákról. A fiókák csupaszon és vakon kelnek ki a tojásból. 18-19 napos korukra már elég fejlettek lesznek ahhoz, hogy kirepüljenek. Történt már olyan, hogy egy párnak a fiókáiról már nem kellett gondoskodnia (lehet az oka, hogy kifejlődtek, vagy valamilyen oknál fogva elpusztultak), és ilyenkor a közelben lévő másik őszapócsaládhoz siettek, segíteni a fiókanevelésben. Találtak olyan fészket, melyben 17 tojás is volt, noha átlagosan csak 9-10 tojást rak le egy pár. Ebből arra következtettek, hogy egy fészekben több pár is költhet.
Az egyes párocskák úgy alszanak, hogy szorosan egymáshoz bújnak, és az egyik a másik fölé rakja a szárnyát, szinte teljesen betakarva. Végtelenül gyöngédek egymáshoz, ami csak fokozza a rokonszenvet. A fogságot jól tűri, de csak párosával. Könnyen szobamadárrá szelídíthető.

## Fajok
- Aegithalos bonvaloti
- őszapó (Aegithalos caudatus)
- vörösfejű őszapó (Aegithalos concinnus)
- füstös őszapó (Aegithalos fuliginosus)
- Aegithalos glaucogularis
- himalájai őszapó (Aegithalos iouschistos)
- fehérarcú őszapó (Aegithalos leucogenys)
- fehértorkú őszapó (Aegithalos niveogularis)
- Aegithalos sharpei

### Fosszilis leletek
- Aegithalos gaspariki (késő miocén, Polgárdi, Magyarország)[1]
- Aegithalos congruis (pliocén, Csarnóta, Magyarország)[1]